# Dicrurus megarhynchus
Drongo-do-paraíso (Dicrurus megarhynchus) é uma espécie de ave da família Corvidae.
É endémica da Papua-Nova Guiné.